# 오다와라번
오다와라 번(일본어: 小田原藩 오다와라한[*])은 일본 에도 시대 사가미국 아시가라시모군을 지배했던 번이다. 번청은 지금의 가나가와현 오다와라시에 있는 오다와라성이다.

## 번의 역사
덴쇼 18년(1590년)의 오다와라 정벌로 사가미 고호조씨(後北条氏)가 도요토미 히데요시에게 멸망되었다. 이에 따라 도쿠가와 이에야스가 간토 지방에 들어와서 간토・도호쿠 일대를 압박하기 위해 후다이 다이묘인 오쿠보 다다요를 오다와라 성주로 삼았다. 그 영지는 아시가라카미군・아시가라시모군 내의 147개 촌 4만 석이었다. 분로쿠 3년(1594년) 다다요가 사망하면서, 그의 장남 오쿠보 다다치카가 그 뒤를 이어 오다와라 성주가 되었고, 동시에 무사시국 하뉴에 2만 석을 추가로 받았다. 이후 다다치카는 로주가 되어 막부 내 수뇌부로 들어갔으나, 게이초 19년(1614년) 막부 내 수뇌부 간의 권력 항쟁에서 패하여 영지가 몰수되었다. 이때 오다와라 성은 철거되었고, 이후 5년 간은 막부에서 임명한 조반(城番)이 관리하는 번성(番城. 본성 직속의 성으로 성주가 따로 없는 성)이 되었다.
겐나 5년(1619년), 가즈사국 오타키번주 아베 마사쓰구가 5만 석으로 오다와라에 들어왔으나, 4년 후에는 무사시국 이와쓰키번으로 옮겨가게 되었고, 이에 따라 오다와라 성은 다시 번성이 되었다. 대신 간에이 9년(1632년), 시모쓰케국 모카번으로부터 이나바 마사카쓰가 8만 5천 석으로 들어왔다. 마사카쓰는 3대 쇼군 도쿠가와 이에미쓰의 유모 가스가노 쓰보네의 아들로, 마사카쓰 이후에는 마사노리·마사미치로 대가 이어졌다. 이들도 모두 막부의 로주에 취임하였다. 이 이나바 가문(稲葉氏)의 대에 번의 치세가 확립되었다. 이나바 가문은 조쿄 2년(1685년) 에치고국 다카다번으로 전봉되었다.
이듬해 조쿄 3년(1686년), 시모사국 사쿠라번으로부터 오쿠보 다다토모가 10만 3천 석으로 들어왔다. 다다토모는 오다와라번 최초의 번주였던 오쿠보 다다요로부터 5대째에 해당하는 오쿠보(大久保) 종가 당주였으며, 당시에는 막부의 로주로 있었다. 이후 막말과 메이지 시대 초기까지 오쿠보 가문의 지배가 10대에 걸쳐 이어졌다. 오쿠보 가문의 역대 번주 대다수가 막부의 요직에 진출해 활약했으나, 그로 인해 지출도 겹쳐 재정난에 시달리게 되었다.
호에이 4년(1707년)에 후지 산의 분화로 영내의 넓은 범위에서의 농사가 곤란하게 되었다. 이듬해에는 번 내 영지 중 피해가 심각한 스루가국 슨토군 및 사가미국 아시가라카미군・아시가라시모군・유루기 군・고자군 등지 내의 197개 촌 약 5만 7천 석이 막부 직할령이 되었고, 이들 각 촌은 부흥된 이후 오다와라 번으로 환수되었다. 그 기간 동안 오다와라 번은 다른 지역을 영지로 받았다.
메이지 2년(1869년) 7월 25일의 판적봉환으로, 오다와라 번은 메이지 정부의 행정구획으로 개편되었다. 메이지 4년(1871년) 8월 29일의 폐번치현으로 오다와라 번은 폐지되었고, 그 대신 오다와라 현이 설치되었다. 그해 12월 25일, 오다와라 현은 폐지되어 오기노 야마나카 현(荻野山中県) 및 니라야마 현(韮山県)과 통합되어 아시가라 현(足柄県)이 되었다. 아시가라 현은 후에 가나가와현으로 흡수 합병되었고, 폐번치현 이전까지 있었던 오다와라 번의 스루가 국 내의 영지는 시즈오카현으로 편입되었다.

## 역대 번주
오쿠보 가문
1. 오쿠보 다다요(大久保忠世) 재위 1590년 ~ 1594년
2. 오쿠보 다다치카(大久保忠隣) 재위 1594년 ~ 1614년

아베 가문
1. 아베 마사쓰구(阿部正次) 재위 1619년 ~ 1623년

이나바 가문
1. 이나바 마사카쓰(稲葉正勝) 재위 1632년 ~ 1634년
2. 이나바 마사노리(稲葉正則) 재위 1634년 ~ 1683년
3. 이나바 마사미치(稲葉正往) 재위 1683년 ~ 1685년

오쿠보 가문(재봉)
1. 오쿠보 다다토모(大久保忠朝) 재위 1686년 ~ 1698년
2. 오쿠보 다다마스(大久保忠増) 재위 1698년 ~ 1713년
3. 오쿠보 다다마사(大久保忠方) 재위 1713년 ~ 1732년
4. 오쿠보 다다오키(大久保忠興) 재위 1732년 ~ 1763년
5. 오쿠보 다다요시(大久保忠由) 재위 1763년 ~ 1769년
6. 오쿠보 다다아키(大久保忠顕) 재위 1769년 ~ 1796년
7. 오쿠보 다다자네(大久保忠真) 재위 1796년 ~ 1837년
8. 오쿠보 다다나오(大久保忠愨) 재위 1837년 ~ 1859년
9. 오쿠보 다다노리(大久保忠礼) 재위 1859년 ~ 1868년
10. 오쿠보 다다요시(大久保忠良) 재위 1868년 ~ 1871년

## 지번
- 오기노 야마나카 번